# 1998 UZ28
1998 UZ28 är en asteroid i huvudbältet som upptäcktes den 18 oktober 1998 av den belgiske astronomen Eric W. Elst vid La Silla-observatoriet.
Asteroiden har en diameter på ungefär 4 kilometer och den tillhör asteroidgruppen Vesta.